# Corydoras pavanelliae
Corydoras pavanelliae é uma espécie de peixe siluriforme do gênero Corydoras, da família dos calíctidos. Habita em águas tropicais do centro-oeste de América do Sul.

## Taxonomia
Esta espécie foi descrita originalmente no ano 2016 pelos ictiólogos Luiz Fernando Caserta Tencatt e Willian Massaharu Ohara.
A localidade tipo referida é: “nas coordenadas: 09°06′47.4″S 60°25′14.1″Ou / -9.113167, -60.420583, sobre um afluente do rio Guariba, drenagem do rio Aripuanã, bacia do rio Madeira, município de Colniza, distrito de Guariba, estado de Mato Grosso, Brasil”.
O exemplar-tipo é o catalogado como MNRJ 43317; um adulto de mediu 45,1 mm de comprimento. Foi capturado no dia 15 de julho de 2013, por W. M. Ohara, D. B. Hungria e B. Barros. Foi depositado no Museu Nacional, localizado na cidade do Rio de Janeiro.

## Etimologia
Etimológicamente o termo genérico Corydoras vem do grego, onde kóry é 'elmo', 'coraza', 'capacete', e douras é 'pele'. O que se refere à não existência de escamas e a presença de escudos ósseos ao longo do corpo.
O nome específico pavanelliae é um epônimo genitivo que se refere ao sobrenome da pessoa a quem a espécie foi dedicada: a ictióloga Carla Simone Pavanelli, assessora e amiga do primeiro autor, em reconhecimento por suas extensas contribuições ao conhecimento da ecologia e taxonomia das espécies neotropicales.

## Distribuição geográfica
Esta espécie habita em águas tropicais da bacia do Rio Amazonas, no centro-oeste de América do Sul. Se distribui na bacia do rio Madeira, especificamente em seu afluentes rio Aripuanã, no estado de Mato Grosso, centro-oeste de Brasil.
É endêmica da região de água doce do Rio Madeira.